# Die rote Herberge
Die rote Herberge (Original in Französisch: L’Auberge rouge) ist eine Novelle des französischen Schriftstellers Honoré de Balzac aus dem Jahre 1831, die kriminalistische, mystische und moralphilosophische Elemente vereinigt. Er nahm sie 1846 in die Abteilung Études philosophiques der Comédie humaine auf.

## Inhalt
Die Novelle hat die Form einer Rahmenerzählung. Die zeitlich nicht näher bestimmte, um 1830 anzusetzende Rahmenhandlung beginnt mit einem Abendessen bei einem Pariser Bankier, zu dem der Ich-Erzähler geladen ist. Ehrengast des Abends ist ein deutscher Kaufmann aus Nürnberg namens Hermann, der am Ende der Mahlzeit von der Tochter des Gastgebers gebeten wird, zum Abschied noch eine „deutsche Geschichte [zu] erzählen, die uns gehörig Angst macht“ (une histoire allemande qui nous fasse bien peur). Bevor Hermann beginnt, bemerkt der Ich-Erzähler, dass sich das Aussehen seines bisher unbeachteten Gegenübers auf erschreckende Weise verändert hat. Er erfährt von seiner Tischdame, dass es sich dabei um einen Monsieur Taillefer handelt, der als Heereslieferant zu enormem Reichtum gelangt ist.
Die von Hermann anfänglich auktorial erzählte Binnenhandlung spielt im Oktober 1799, zur Zeit des Zweiten Koalitionskriegs. Zwei angehende Feldscher der französischen Armee, Prosper Magnan und sein vertrauter Jugendfreund aus Beauvais, dessen Name dem Erzähler entfallen ist, treffen am Abend in Andernach am Rhein ein, wo sie sich ihrem dort stationierten Truppenteil anschließen wollen, und übernachten in der titelgebenden „Roten Herberge“. Beim Abendessen erscheint noch ein deutscher Kaufmann namens Walhenfer; da die Herberge völlig überfüllt ist, schläft er im selben Zimmer wie die beiden jungen Franzosen. Vorher vertraut er ihnen an, dass er in seinem Koffer Gold und Diamanten im Wert von hunderttausend Francs mitführt. Prosper findet keinen Schlaf und malt sich mit zunehmender Intensität aus, wie er den schlafenden Kaufmann ermorden und mit dem geraubten Reichtum ein glückliches Leben führen könnte. Schließlich will er seinen Plan in die Tat umsetzen, wird aber im letzten Moment von der Stimme des Gewissens zurückgehalten und wirft das Mordinstrument fort. Am nächsten Morgen erwacht er neben einer Blutlache; Walhenfer wurde in der Nacht mit Prospers chirurgischem Instrument der Kopf abgeschnitten, der Koffer und Prospers Freund sind verschwunden. Prosper wird als mutmaßlicher Mörder ins Gefängnis geworfen, wo er den als Freischärler inhaftierten Hermann trifft, der von da an als Ich-Erzähler der Binnenhandlung fungiert. Prosper, der wegen seiner eigenen Mordpläne unter schwersten Gewissensbissen leidet und seinem geflüchteten Freund, dessen Name, Frédéric, Hermann jetzt wieder einfällt, die Tat nicht zutraut, verteidigt sich vor Gericht nur höchst unzulänglich und wird für den Mord zum Tode verurteilt. Bevor er als Unschuldiger erschossen wird, vertraut er Hermann die ganze Geschichte an.
Die Binnenerzählung wird mehrfach dadurch unterbrochen, dass der Ich-Erzähler die zunehmend nervösen Reaktionen Taillefers wahrnimmt und sich mit seiner Tischdame darüber austauscht. Beiden kommt der Verdacht, dass Taillefer der wahre Mörder sein könnte. Beim anschließenden Kartenspiel bejaht Taillefer die Frage des Ich-Erzählers, ob er Frédéric Taillefer aus Beauvais sei; unmittelbar darauf erleidet er einen mit unerträglichen Schmerzen und Wahnvorstellungen verbundenen Nervenanfall. Der Ich-Erzähler erfährt von der Hausherrin, dass Taillefer an solchen furchtbaren Anfällen leidet, seit er vor dreißig Jahren in der Armee war. Gleichzeitig trifft Taillefers einzige Tochter Victorine ein, die ihren Vater nach Hause bringt. Der Ich-Erzähler erkennt in ihr ein Mädchen wieder, in das er sich vor wenigen Tagen heftig verliebt hat, ohne ihren Namen zu kennen.
Damit wird der Ich-Erzähler im letzten Teil der Rahmenhandlung Opfer seines eigenen Gewissenskonflikts: Er liebt die schöne und reiche Victorine und glaubt sich von ihr wiedergeliebt, kann sich aber nicht überwinden, die Tochter eines Mörders zu heiraten und von dem dadurch begründeten Vermögen zu profitieren. Wenig später stirbt Taillefer, und um seine moralischen Skrupel zu überwinden, lädt der Ich-Erzähler seine verlässlichsten Freunde ein und trägt ihnen den Fall vor, erhält aber nur verworrene und unklare Ratschläge. Schließlich kommt es zu einer bizarren Ballotage, bei der die meisten Anwesenden gegen eine Heirat stimmen, wobei der Ich-Erzähler aber den Verdacht hegt, dass sie selbst Absichten auf die reiche Erbin haben. Das am Ende nochmals ausführlich dargelegte moralische Dilemma bleibt unaufgelöst; die Erzählung endet stattdessen mit der zynischen Frage eines der Freunde: Imbécile, pourquoi lui as-tu demandé s’il était de Beauvais ! (»Du Rindvieh, warum hast du ihn gefragt, ob er aus Beauvais sei?«)

## Hintergrund
Balzac wurde zu der Erzählung durch einen ehemaligen Militärchirurgen inspiriert, dessen Freund zu Unrecht verurteilt und hingerichtet worden war. Er gab der Binnenerzählung die Überschrift L’idée et le fait (Der Gedanke und die Tat) und deutet damit einen tieferen Zusammenhang zwischen Prospers „Gedanken-Verbrechen“ und der realen Tat an, so dass Prospers Gewissensqualen trotz seiner juristischen Unschuld doch eine metaphysische Berechtigung haben können. Der Teil der Rahmenhandlung, der auf das Ende der Binnenerzählung folgt, trägt die Überschrift Les deux justices (Zweierlei Urteil / Recht / Gerechtigkeit), die auf den Unterschied zwischen der irdischen und einer höheren Gerechtigkeit und auf den Konflikt des Ich-Erzählers zwischen der persönlichen Unschuld Victorines und der moralischen Verwerflichkeit ihres Vermögens hinweist. Neben der Kriminalgeschichte, die Züge eines Locked Room Mystery trägt, und dem in Binnen- und Rahmenerzählung gespiegelten moralischen Konflikt, dessen Entscheidung dem Leser überlassen bleibt, thematisiert Balzac auch das deutsch-französische Verhältnis: Nicht ohne Hintergedanken lässt er die Geschichte am Rhein spielen, jenem Fluss, der in jedem der beiden Länder sagenumwoben ist und der aufgrund seiner Grenzlage „in der Dichtung der Französischen Romantik [die] literarische Erfahrung Deutschlands [in] stereotypen Bildern widerspiegelt“. Im 19. Jahrhundert war der Rhein nicht nur ein neues privilegiertes Reiseziel für die Oberschicht geworden, sondern auch das „literarische Symbol für all jene Gespenster, die der romantische Dichter in Deutschland gerne sah.“ Germaine de Staël schrieb: „Für die Deutschen sind die Rheinufer ein wahrhaft nationales Bild“.

## Ausgaben
- L’Auberge rouge. In: Revue de Paris, 1831
- L’Auberge rouge. In: Nouveaux contes philosophiques, Ch. Gosselin, Paris 1832
- L’Auberge rouge / Die rote Herberge. Zweisprachenausgabe; Übersetzung: Wilhelm Brude, Aegis-Verlag, Ulm 1947
- In: L’œuvre de Balzac, Paris 1952, Bd. 12 (Herausgeber: A. Béguin)
- In: Œuvres complètes, Paris 1961, Bd. 20 (Herausgeber: Société des Études Balzaciennes)
- L’Auberge rouge. Èditions Rencontre, Lausanne 1962. Online verfügbar in La Bibliothèque électronique du Québec. Collection À tous les vents. Volume 811 : version 1.0
- In: Œuvres complètes, Paris 1968–1971, Bd. 16 (Herausgeber: M. Bardèche)
- In: La comédie humaine, Paris 1980, Bd. 11 (Herausgeber: P.-G. Castex) (Bibliothèque de la Pléiade)

## Übersetzungen
- Der rote Gasthof. A. v. Czibulka, Wien 1924
- Das rote Wirtshaus, P. Mayer, Hamburg 1958
- Die rote Herberge. W. Kabus, Ulm 1947
- Die rote Schenke. In: Honoré de Balzac: Mystische Geschichten, Goldmann, München 1958. Übersetzung: Georg Goyert.
- Die Rote Herberge. In: Honoré de Balzac: Mystische Geschichten. Mit Illustrationen von Hans Fronius. Bertelsmann, Gütersloh o. J. Übersetzung: Ernst Sander.
- Die rote Herberge. In: Honoré de Balzac: Die menschliche Komödie, Aufbau, Berlin/Weimar, 2. Auflage 1977, Bd. 19. Übersetzung: Wilhelm Rückert.
- Die rote Herberge. In: Honoré de Balzac: Die rote Herberge. Phantastische Geschichten. Mit Illustrationen von Klaus Schiemann. Lübbe, Bergisch Gladbach 1982, ISBN 3-404-72011-3.

## Verfilmungen
- 1912: L’Auberge rouge. Stummfilm, Frankreich; Buch und Regie: Camille de Morlhon, Darsteller: Jean Worms (Frédéric Taillefer), Georges Saillard (Prosper Magnan)
- 1923: L’Auberge rouge. Stummfilm, 66 Minuten, Frankreich; Buch und Regie: Jean Epstein, Darsteller: Jean-David Évremond (Jean-Frédéric Taillefer), Léon Mathot (Prosper Magnan), Marcelle Schmidt (Victorine)
- 1965: A vörös vendégfogadó (Das rote Gasthaus). Fernsehfilm, 48 Minuten, Ungarn; Buch: Gabriella Horváth, Regie: Sándor Szönyi, Darsteller: Imre Sinkovits (Taillefer), Lajos Cs. Németh (Prosper Magnan), Ferenc Ladányi (Walhenfer), József Gáti (Herman)